# 408 Fama
408 Fama este un asteroid din centura principală, descoperit pe 13 octombrie 1895, de Max Wolf.